# Aatolana rapax
Aatolana rapax är en kräftdjursart som beskrevs av Bruce 1993. Aatolana rapax ingår i släktet Aatolana och familjen Cirolanidae. Inga underarter finns listade i Catalogue of Life.